# فرانس ومباخر
فرانس ومباخر (انگلیسی: Franz Wembacher؛ زادهٔ ۱۵ نوامبر ۱۹۵۸) لژسوار اهل آلمان غربی بود.
ویمباخر همچنین سه مدال برنز را در مسابقات دونفره مردان در مسابقات جهانی لوژ (۱۹۷۹، ۱۹۸۱، ۱۹۸۳) به دست آورد. در مسابقات قهرمانی اروپا FIL در مسابقات دو نفره مردان با یک نقره در سال ۱۹۸۴ و یک برنز در سال ۱۹۸۲ دو مدال کسب کرد.
بهترین نتیجه کلی ویمباخر در جام جهانی لوژ دوم در دونفره مردان در فصل ۳–۱۹۸۲ بود.